# 現代漢語方言大詞典
《現代漢語方言大詞典》是由中國社會科學院語言研究所主持編寫，語言學家李榮主編，江蘇教育出版社出版的一部語言學、方言學著作。該書記錄了中國大陸部分漢語方言的詞語，有分卷本和綜合本兩種版本。

## 分地方言詞典（分卷本）
分卷本由四十二冊分地方言詞典組成，四十二冊詞典分別記錄了中國大陸四十二個城市的漢語方言詞語。編委會原計劃編寫四十冊分地方言詞典，1993年至1998年陸續出版了四十一冊分地方言詞典，2003年又出版了《績溪方言詞典》。
分卷本以单个方言为单位，每个方言一卷，按方言定书名:323。各分卷本中方言词汇按方言韵母、声母、声调的次序排列，用國際音標注音:324。
| 書名             | 編纂者                         | 方言                |
| ---------------- | ------------------------------ | ------------------- |
| 崇明方言词典     | 张惠英                         | 吳語 崇明話         |
| 苏州方言词典     | 叶祥苓                         | 吳語 蘇州話         |
| 长沙方言词典     | 鲍厚星、崔振华、沈若云、伍云姬 | 湘語 長沙話         |
| 厦门方言词典     | 周长楫                         | 閩語 廈門話         |
| 娄底方言词典     | 颜清徽、刘丽华                 | 湘語 婁底話         |
| 西宁方言词典     | 张成材                         | 中原官話 西寧話     |
| 太原方言词典     | 沈明                           | 晉語 太原話         |
| 贵阳方言词典     | 汪平                           | 西南官話 貴陽話     |
| 南昌方言词典     | 熊正辉                         | 贛語 南昌話         |
| 武汉方言词典     | 朱建颂                         | 西南官話 武漢話     |
| 梅县方言词典     | 黄雪贞                         | 客家話 梅縣話       |
| 乌鲁木齐方言词典 | 周磊                           | 蘭銀官話 烏魯木齊話 |
| 南京方言词典     | 刘丹青                         | 江淮官話 南京話     |
| 丹阳方言词典     | 蔡国璐                         | 吳語 丹陽話         |
| 忻州方言词典     | 温端政、张光明                 | 晉語 忻州話         |
| 柳州方言词典     | 刘村汉                         | 西南官話 柳州話     |
| 黎川方言词典     | 颜森                           | 贛語 黎川話         |
| 西安方言词典     | 王军虎                         | 中原官話 西安話     |
| 扬州方言词典     | 王世华、黄继林                 | 江淮官話 揚州話     |
| 徐州方言词典     | 苏晓青、吕永卫                 | 中原官話 徐州話     |
| 金华方言词典     | 曹志耘                         | 吳語 金華話[a]      |
| 海口方言词典     | 陈鸿迈                         | 閩語 海口話         |
| 银川方言词典     | 李树俨、张安生                 | 蘭銀官話 銀川話     |
| 洛阳方言词典     | 贺巍                           | 中原官話 洛陽話     |
| 哈尔滨方言词典   | 尹世超                         | 东北官話 哈爾濱話   |
| 牟平方言词典     | 罗福腾                         | 膠遼官話 牟平話     |
| 上海方言词典     | 许宝华、陶寰                   | 吳語 上海話         |
| 宁波方言词典     | 汤珍珠、陈忠敏、吴新贤         | 吳語 寧波話         |
| 万荣方言词典     | 吴建生、赵宏因                 | 中原官話 萬榮話     |
| 南宁平话词典     | 覃远雄、韦树关、卞成林         | 平話                |
| 东莞方言词典     | 詹伯慧、陈晓锦                 | 粵語 莞城話         |
| 济南方言词典     | 钱曾怡                         | 冀魯官話 濟南話     |
| 萍乡方言词典     | 魏钢强                         | 贛語 萍鄉話         |
| 雷州方言词典     | 张振兴、蔡叶青                 | 閩語 雷州話         |
| 福州方言词典     | 冯爱珍                         | 閩語 福州話         |
| 温州方言词典     | 游汝杰、杨乾明                 | 吳語 溫州話         |
| 杭州方言词典     | 鲍士杰                         | 吳語 杭州話         |
| 广州方言词典     | 白宛如                         | 粵語 廣州話         |
| 成都方言词典     | 梁德曼、黄尚军                 | 西南官話 成都話     |
| 于都方言词典     | 谢留文                         | 客家話 于都話       |
| 建瓯方言词典     | 李如龙、潘渭水                 | 閩語 建瓯話         |
| 績溪方言詞典     | 趙日新[1]                      | 徽語 績溪話         |

## 綜合本
《現代漢語方言大詞典》綜合本是在《現代漢語方言大詞典》四十二卷本分地方言詞典的基礎上編纂而成的，共有六卷。

## 香港粵語詞典
《香港粵語詞典》是在《現代漢語方言大詞典》分卷本基礎上編纂而成，由鄭定歐編纂，於1997年5月出版。

## 來源
1. 1 2  赵日新. . 现代汉语方言大词典. 江苏教育出版社. 2003-12  [2022-01-07]. ISBN 978-7-5343-5679-7. （原始内容存档于2022-01-08）.
2. 1 2  . 福建教育出版社. 2002年9月. ISBN 7-5334-3019-0 （中文（简体））.
3. ↑  《现代汉语方言大词典》分卷本目录
4. ↑  中國國家數字圖書館：現代漢語方言大詞典 的存檔，存档日期2016-03-04.